# 李佑新
李佑新（1957年—），哲学博士，湘潭大学教授，中国教育部长江学者特聘教授，长期从事马克思主义中国化研究。

## 社会兼职
李教授兼任中国国务院学位委员会马克思主义理论学科评议组成员、中国国家哲学社会科学基金学科评审组专家，全国毛泽东哲学思想研究会副会长等职务。

## 主要著作
- 《毛泽东思想发展的历史轨迹》（合著）
- 《社会发展论——当代中国社会现代化的宏观考察》（合著）
- 《走出现代性道德困境》
- 《马克思主义中国化的典范——延安时期毛泽东思想研究》
- 《毛泽东与马克思主义中国化》